# اسول (خواننده)
اسول (اوکراینی: Катерина Ігорівна Тараненко؛ زادهٔ ۴ ژوئیهٔ ۱۹۹۴) خواننده اهل اوکراین است. وی از سال ۲۰۰۰ میلادی تاکنون مشغول فعالیت بوده‌است.